# Roots and Herbs
 (juillet 2018).
Si vous disposez d'ouvrages ou d'articles de référence ou si vous connaissez des sites web de qualité traitant du thème abordé ici, merci de compléter l'article en donnant les références utiles à sa vérifiabilité et en les liant à la section « Notes et références ».
Roots and Herbs est un album musical du batteur Art Blakey réalisé avec son groupe The Jazz Messengers et publié sur le label Blue Note. 

## Titres
Toutes les compositions sont de Wayne Shorter.
1. Ping Pong
2. Roots and Herbs
3. The Back Sliders
4. United
5. Look at the Birdie
6. Master Mind

## Personnel
- Lee Morgan — trompette
- Wayne Shorter — saxophone ténor
- Walter Davis, Jr. — piano (tracks 2 & 4)
- Bobby Timmons — piano
- Jymie Merritt — contrebasse
- Art Blakey — batterie

Enregistré au Van Gelder Studio, Englewood Cliffs, NJ, les 12 et 18 février 1961 et le 27 mai 1961. 

Producteurs : Alfred Lion, Michael Cuscuna

Ingénieur du son : Rudy Van Gelder